# Nathalie Baye
Nathalie Baye (6 de julio de 1948, Mainneville, Eure, Francia) es una actriz francesa.
Recibió clases de baile en Mónaco a los 14 años y se graduó en el Conservatorio Nacional de Arte Dramático de París.
Fue miembro del jurado del Festival de Cine de Cannes en 1996.
En cuanto a su vida privada, fue pareja sentimental del roquero Johnny Hallyday entre 1982 y 1986. Fruto de esta relación nació la actriz Laura Smet.

## Filmografía
- Alta costura (Haute couture) Película, 2021.
- Criminal (Francia) (2019)
- Las guardianas (2017)
- Juste le fin du monde (2016)
- Moka (2016)
- Alibi.com (2016)
- Préjudice (2015)
- La volante (2015)
- El caso sk1 (2014)
- Lou! Journal infime (2014)
- Les reines du ring (2013)
- Laurence Anyways (2012)
- Una dulce mentira (2010)
- Juntos es demasiado (2010)
- Je n'ai rien oublié (2010)
- Visage (Face) (2009)
- La clienta (2009)
- El precio a pagar (2007)
- Mi hijo (2007)
- Michou d'Auber (2007)
- No le digas a nadie (2006)
- Las aventuras de Lucas (2006) (voz versión francesa)
- La Californie (2006)
- El pequeño teniente (2005)
- L'Un reste, l'autre part (2005)
- Une vie à t'attendre (2004)
- France Boutique (2003)
- Les Sentiments (2003)
- La flor del mal (2003)
- Atrápame si puedes (2002)
- L'Enfant des lumières (2002) (TV)
- Absolutamente fabulosas (2001)
- Barnie et ses petites contrariétés (2001) Nathalie Baye.
- Ça ira mieux demain (2000)
- Según Matthieu (2000)
- Una relación particular (1999)
- La belleza de Venus (1999)

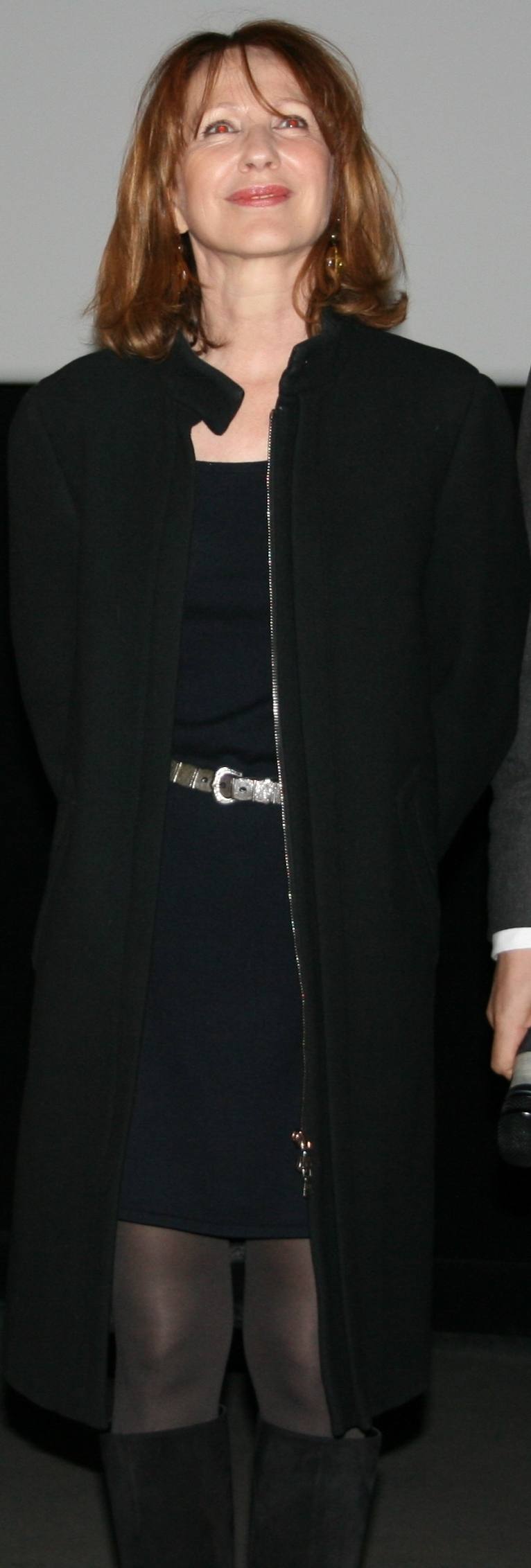
Nathalie Baye.

- Si je t'aime, prends garde à toi (1998)
- Paparazzi (1998)
- Manjar de amor (1997)
- Enfants de salaud (1996)
- La mère (1995)
- La Machine (1994)
- Y la banda siguió tocando (1993) (TV)
- Mensonge (1993)
- From Time to Time (1992)
- La Voix (1992)
- Un week-end sur deux (1990)
- The Man Inside (1990)
- La Baule-les-Pins (1990)
- Le Pinceau à lèvres (1990)
- Un retrato humano (1989)
- En toute innocence (1988)
- De guerre lasse (1987)
- Lune de miel (1985)
- Le Neveu de Beethoven (1985)
- Detective (1985)
- Orilla izquierda, orilla derecha (1984)
- Notre histoire (1984)
- J'ai épousé une ombre (1983)
- La balance (1982)
- El regreso de Martin Guerre (1982)
- Une étrange affaire (1981)
- L'Ombre rouge (1981)
- Tú me hiciste mujer (1981)
- La Provinciale (1981)
- Salve quien pueda, la vida (1980)
- Une semaine de vacances (1980)
- Je vais craquer!!! (1980)
- Madame Sourdis (1979) (TV)
- La Mémoire courte (1979)
- Sacré farceur (1978) (TV)
- Mon premier amour (1978)
- La habitación verde (1978)
- Monsieur Papa (1977)
- La Communion solennelle (1977)
- L'homme qui aimait les femmes (1977)
- Mado (1976)
- La Dernière femme (1976)
- Le voyage de noces (1976)
- Le Plein de super (1976)
- Esquisse d'une jeune femme sens dessus-dessous (1975) (TV)
- Un jour, la fête (1975)
- La gifle (1974)
- La gueule ouverte (1974)
- L'inconnu (1973) (TV)
- La noche americana (1973)

## Premios y distinciones
Festival Internacional de Cine de Venecia
| Año  | Categoría                    | Película             | Resultado |
| ---- | ---------------------------- | -------------------- | --------- |
| 1999 | Copa Volpi a la mejor actriz | Una relación privada | Ganadora  |

Festival Internacional de Cine de San Sebastián
| Año  | Categoría                         | Película | Resultado |
| ---- | --------------------------------- | -------- | --------- |
| 2006 | Concha de plata a la Mejor Actriz | Mi hijo  | Ganadora  |

- En 2023 recibió la Espiga de Honor  por toda su trayectoria de la 68 Semana Internacional de Cine de Valladolid (Seminci).[3]

- Premio César a la mejor actriz por Le Petit Lieutenant (2005).
- Candidata al Premio César a la mejor actriz por Les sentiments (2003).
- Candidata al Premio César a la mejor actriz por Venus salón de belleza (1999).
- Candidata al Premio César a la mejor actriz por Un week-end sur deux (1990).
- Candidata al Premio César a la mejor actriz por Jai épousé une ombre (1983).
- Premio César a la mejor actriz por La Balance (1982).
- Premio César a la mejor actriz secundaria por Une étrange affair (1981).
- Premio César a la mejor actriz secundaria por Sauve qui peut (la vie) (1980).
- Candidata al Premio César a la mejor actriz por Une semaine de vacances (1980).